# Anna Molka Ahmed
Pour les articles homonymes, voir Ahmed.
Anna Molka Ahmed, née le 13 août 1917 à Londres en Angleterre, morte le 20 avril 1994 à Lahore au Pakistan, est une artiste pakistanaise. 
Connue comme artiste peintre, elle est pionnière des beaux-arts dans le pays après son indépendance en 1947. Elle y est professeure des beaux-arts à l'université du Pendjab à Lahore. 

## Jeunesse
Anna Molka Ahmed est née Molly Bridger ; ses parents, juifs, vivent à Londres, en Angleterre. Sa mère est polonaise et son père est russe. Elle se convertit à l'islam à l'âge de 18 ans en 1935, avant d'épouser en octobre 1939 Cheikh Ahmed, alors étudiant à Londres. Elle étudie la peinture, la sculpture et le design à la St. Martin School of Arts de Londres et reçoit une bourse à la Royal Academy of Art.

## Carrière
Anna Molka Ahmed déménage à Lahore en 1940 et, en plus de la peinture, elle enseigne les beaux-arts à l'université du Pendjab de Lahore. Dans cette université, Anna Molka Ahmed est nommée à la tête du nouveau Département des Beaux-Arts réservé aux femmes. Spécialiste de la peinture, elle enseigne cependant aussi la sculpture, l'imprimerie, la poterie. Ce département est ensuite appelé Collège des Arts et du Design de l'université. Elle le dirige jusqu'en 1978.
Au cours de ses 55 ans de carrière, « elle était bien connue en tant que peintre de paysages évocateurs, de grandes compositions figuratives thématiques et de portraits observateurs et perspicaces. Ses œuvres sont caractérisées par une technique d'empâtement exécutée dans une palette flamboyante et vivante ».
Anna Molka est à ses débuts inspirée par Gauguin, puis acquiert un style personnel de plus en plus expressionniste. Son œuvre est alors caractérisée par d'épais traits de couleurs non mélangées. Elle représente surtout des portraits et des scènes pastorales.

## Prix et distinctions
Anna Molka Ahmed reçoit le Tamgha-i-Imtiaz (Médaille d'excellence) (1963) décernée par le gouvernement du Pakistan pour ses services dans le domaine de l'enseignement des beaux-arts.
Elle reçoit le Price of Performance Award en 1979, décerné par le président du Pakistan. 
La médaille Khudeja Tul Kubra lui est également décernée.
Le 14 août 2006, la Poste du Pakistan émet 40 timbres pour honorer à titre posthume dix peintres pakistanais, dont Anna Molka Ahmed. Les neuf autres peintres ainsi honorés avec elle sont Laila Shahzada, Askari Mian Irani, S adéquain, Ali Imam, Shakir Ali, Zahoor ul Akhlaq, Zubeida Agha, Ahmed Pervez et Bashir Mirza.
Le 1er juin 2020, Google la célèbre avec un « Google Doodle ».

## Vie privée
En 1951, Anna Molka Ahmed divorce de son mari, mais reste au Pakistan avec ses deux filles jusqu'à sa mort le 24 avril 1994.